# Joachim Jacobs
Joachim Jacobs (* 17. Juli 1948 in München) ist ein deutscher Sprachwissenschaftler und emeritierter Professor der Bergischen Universität Wuppertal. Er hat unter anderem zur Valenz, Negation, Informationsstruktur und auch zur Orthographie des Deutschen gearbeitet.

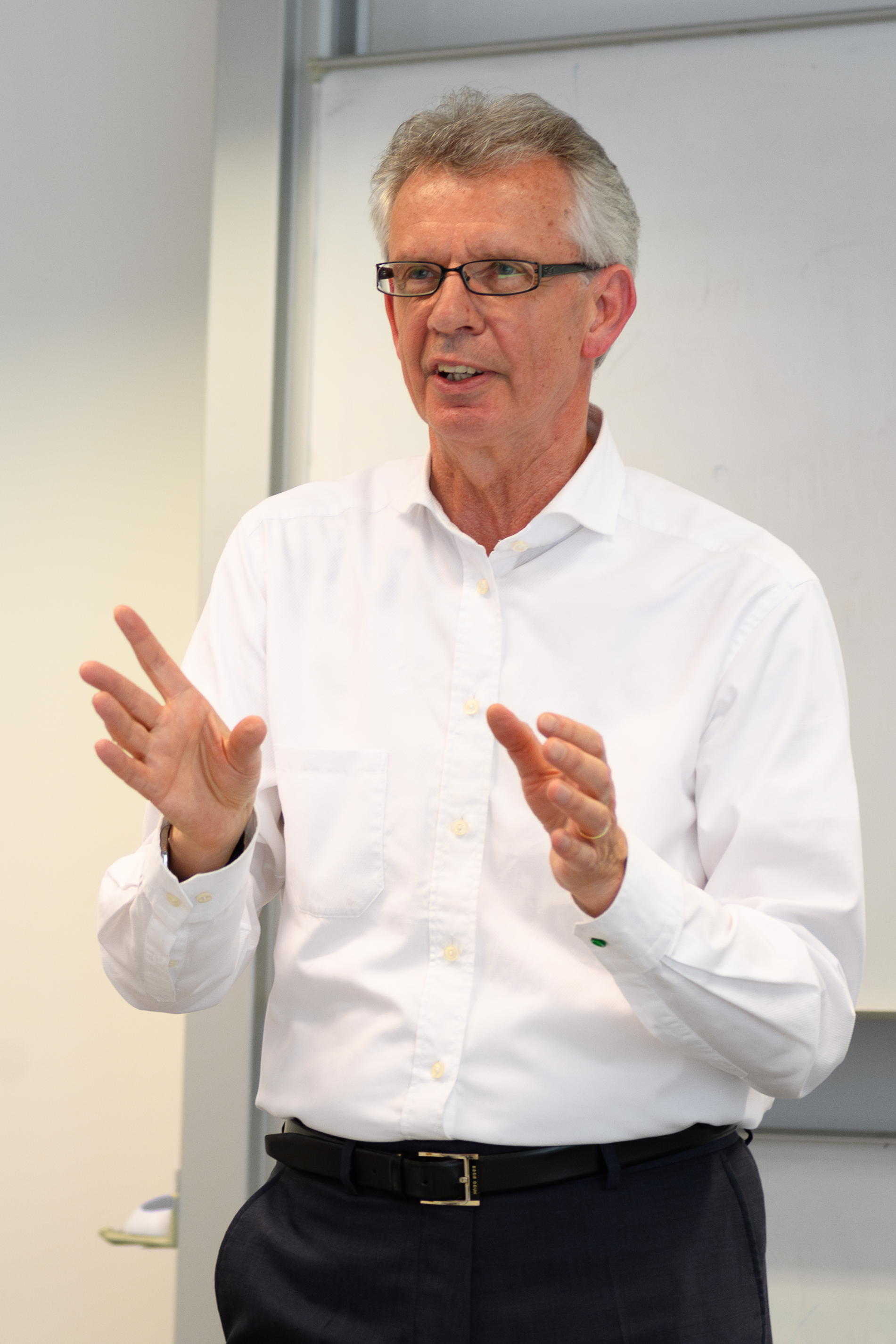
Joachim Jacobs bei einem Vortrag an der Humboldt-Universität zu Berlin, 2018

## Leben
Joachim Jacobs wurde 1948 als Sohn des Regisseurs Werner Jacobs und seiner Frau Gertrud Hart in München geboren. Er studierte von 1969 bis 1976 Linguistik, Germanistik, Philosophie, Logik und Wissenschaftstheorie an der Ludwig-Maximilians-Universität München und schloss 1976 mit einer Magisterprüfung im Fach Linguistik ab. 1980 promovierte er ebenfalls an der LMU zu „Syntax und Semantik der Negation im Deutschen“. Von 1976 bis 1983 war er Wissenschaftlicher Assistent und von 1983 bis 1988 Akademischer Rat an der LMU München. 1987 habilitierte er sich im Fach Germanistische Linguistik. 1988 wurde er an die Bergische Universität Wuppertal auf einen Lehrstuhl für Germanistische Linguistik berufen und hat dort bis 2013 gelehrt und geforscht.

## Wissenschaft
Seine Forschungsschwerpunkte sind Valenz, Negation, Informationsstruktur, Akzentuierung und Getrennt-/Zusammenschreibung, Hauptsatzphänomene sowie die Rolle von Konstruktionen in der Grammatik. Er hat mit Methoden aus verschiedener Frameworks gearbeitet, wie Montague-Grammatik, Kategorialgrammatik, Generalisierte Phrasenstrukturgrammatik, Optimalitätstheorie und Konstruktionsgrammatik.

## Schriften (Auswahl)
- Joachim Jacobs: Syntax und Semantik der Negation im Deutschen (= Studien zur Theoretischen Linguistik). Wilhelm Fink Verlag, München 1982, ISBN 978-3-7705-2061-9.
- Joachim Jacobs: Fokus und Skalen: zur Syntax und Semantik der Gradpartikeln im Deutschen. Max Niemeyer Verlag, 1983, ISBN 978-3-11-135188-9, doi:10.1515/9783111351889.
- Joachim Jacobs: The syntax of focus and adverbials in German. In: Werner Abraham, Sjaak de Meij (Hrsg.): Topic, focus, and configurationality: Papers from the 6th Groningen Grammar Talks, Groningen, 1984. John Benjamins Publishing Co, Amsterdam 1986, S. 103–127, doi:10.1075/la.4.06jac.
- Joachim Jacobs: Kontra Valenz (= FOKUS – Linguistisch-Philologische Studien. Nr. 12). Wissenschaftlicher Verlag, Trier 1994, ISBN 978-3-88476-104-5.
- Joachim Jacobs: The dimensions of topic-comment. In: Linguistics. Band 39, Nr. 4, 2001, S. 641–681, doi:10.1515/ling.2001.27.
- Joachim Jacobs: Focus Ambiguities. In: Journal of Semantics. Band 8, Nr. 1–2, 2001, S. 1–36, doi:10.1093/jos/8.1-2.1.
- Joachim Jacobs: Die Problematik der Valenzebenen. Hrsg.: Vilmos Ágel, Ludwig M. Eichinger, Hans Werner Eroms, Peter Hellwig, Hans Jürgen Heringer, Henning Lobin (= Dependenz und Valenz: Ein internationales Handbuch der zeitgenössischen Forschung. Band 1, Nr. 25). De Gruyter Mouton, Berlin 2003, ISBN 3-11-014190-6, S. 378–399, doi:10.1515/9783110141900.1.
- Joachim Jacobs: Spatien. Zum System der Getrennt- und Zusammenschreibung im heutigen Deutsch (= Linguistik – Impulse & Tendenzen. Nr. 8). de Gruyter, Berlin 2005, ISBN 978-3-11-091929-5, doi:10.1515/9783110919295.
- Joachim Jacobs: Wozu Konstruktionen? In: Linguistische Berichte. Band 213, 2008, S. 3–44.
- Joachim Jacobs: Valenzbindung oder Konstruktionsbindung? Eine Grundfrage der Grammatiktheorie. In: Zeitschrift für germanistische Linguistik. Band 37, Nr. 3, 2009, S. 490–513, doi:10.1515/ZGL.2009.033.
- Joachim Jacobs: What kind of main clause phenomenon is V2 in German? In: Horst Lohnstein, Antonios Tsiknakis (Hrsg.): Verb Second. Grammar Internal and Grammar External Interfaces (= Interface Explorations. Nr. 34). De Gruyter Mouton, Berlin 2020, S. 169–206, doi:10.1515/9781501508141-006.

## Herausgeberschaften
- Joachim Jacobs (Hrsg.): Informationsstruktur und Grammatik. Linguistische Berichte Sonderheft 4. 1992.
- Joachim Jacobs, Arnim von Stechow, Wolfgang Sternefeld, Theo Vennemann (Hrsg.): Syntax: Ein internationales Handbuch zeitgenössischer Forschung (= Handbücher zur Sprach- und Kommunikationswissenschaft, 9), 2 Bände. De Gruyter Mouton, Berlin 1993, ISBN 978-3-11-020341-7, doi:10.1515/9783110095869.1